# Písničky a povídání ze Semaforu
Písničky a povídání ze Semaforu je název několika gramofonových desek, na kterých vyšly živé nahrávky písniček i scének ze Semaforu. Jsou nápadné hravým grafickým zpracováním Jiřího Suchého s často se měnícími fonty písma. Desky vydal Panton.

## Desky
- Písničky a povídání ze Semaforu (1977) – LP
- Písničky & povídání ze Semaforu tentokrát ze hry Dr Johann Faust Praha II. Karlovo nám. 40 (1984) – 2EP
- Písničky a povídání ze Semaforu tentokráte na gramodesce připomínající tvorbu JIŘÍHO ŠLITRA (1985) – LP